# 南條遼介
南條 遼介（なんじょう りょうすけ、1988年9月27日 - ）は日本のチェスプレイヤー。

## 人物・来歴
私立麻布中学校、麻布高等学校、東京大学、慶応義塾大学出身。
日本人として初めてインターナショナルマスター（IH）資格を持った。
2010年、2012年、2014年、2023年、2024年に全日本チェス選手権でチャンピオンとなった。